# Almaraz (Cáceres)
Almaraz ist ein Ort und eine Gemeinde (municipio) mit 1.615 Einwohnern (Stand: 2024) in der Provinz Cáceres in der Autonomen Region Extremadura im Südwesten Spaniens.

## Lage
Der Ort Almaraz liegt in einer vom Río Tajo durchflossenen Senke südlich der Sierra de Gredos und nördlich der Montes de Toledo knapp 100 km (Fahrtstrecke) nordöstlich der Provinzhauptstadt Cáceres in einer Höhe von ca. 270 m. Der Ort hat eine Autobahnabfahrt an der Autovía A-5. Das Klima ist gemäßigt bis warm; Regen (ca. 400 mm/Jahr) fällt hauptsächlich im Winterhalbjahr.

## Bevölkerungsentwicklung
| Jahr      | 1857 | 1900 | 1950  | 2000  | 2017  |
| Einwohner | 746  | 986  | 1.048 | 1.557 | 1.651 |

Almaraz gehört zu den wenigen kleineren Ortschaften der Provinz Cáceres, deren Bevölkerung trotz der Mechanisierung der Landwirtschaft und der Aufgabe bäuerlicher Kleinbetriebe seit den 1950er Jahren gewachsen ist, was hauptsächlich auf die Lage an der Autovía A-5 bzw. der Europastraße 90 zurückzuführen ist.

## Wirtschaft
Die Gegend hat kaum landwirtschaftlich nutzbare Flächen. Der Anbau von Weizen und anderen Feldfrüchten diente früher vorwiegend der Selbstversorgung; daneben gab es viele unbearbeitete Flächen aufgrund des Wassermangels, die sich jedoch für eine extensive Viehhaltung (Schafe und Ziegen) eignen, auch wenn in früheren Jahrhunderten die Herden im Sommer auf Triftwegen (cañadas) in die höher gelegenen Bergregionen in der Mitte und im Norden Spaniens getrieben werden mussten. An einem in der zweiten Hälfte des 20. Jahrhunderts gebauten Stausee im Westen des Gemeindegebiets befindet sich das Kernkraftwerk Almaraz; die Gemeinde investiert jedoch auch in erneuerbare Energien.

## Geschichte

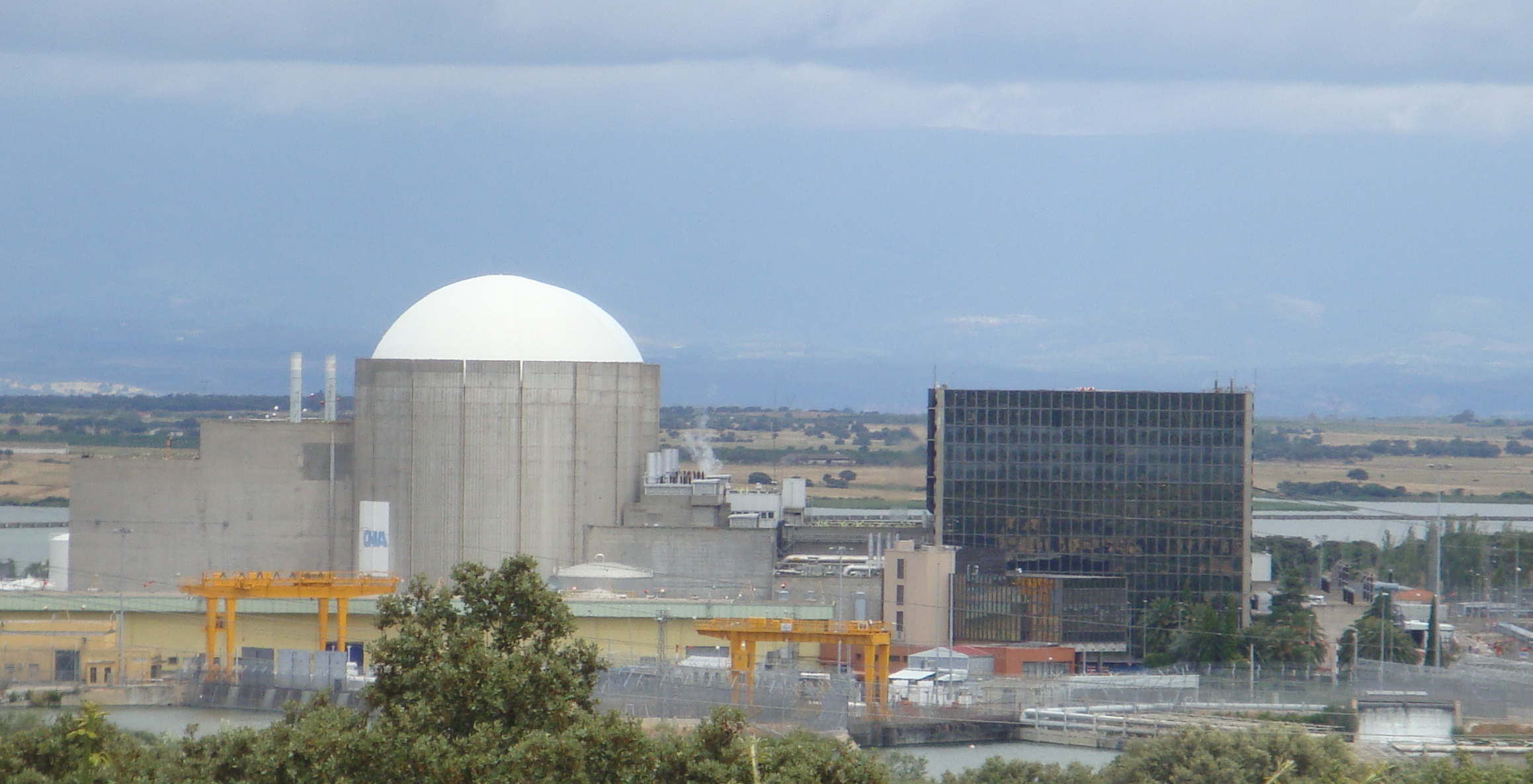
Kernkraftwerk Almaraz

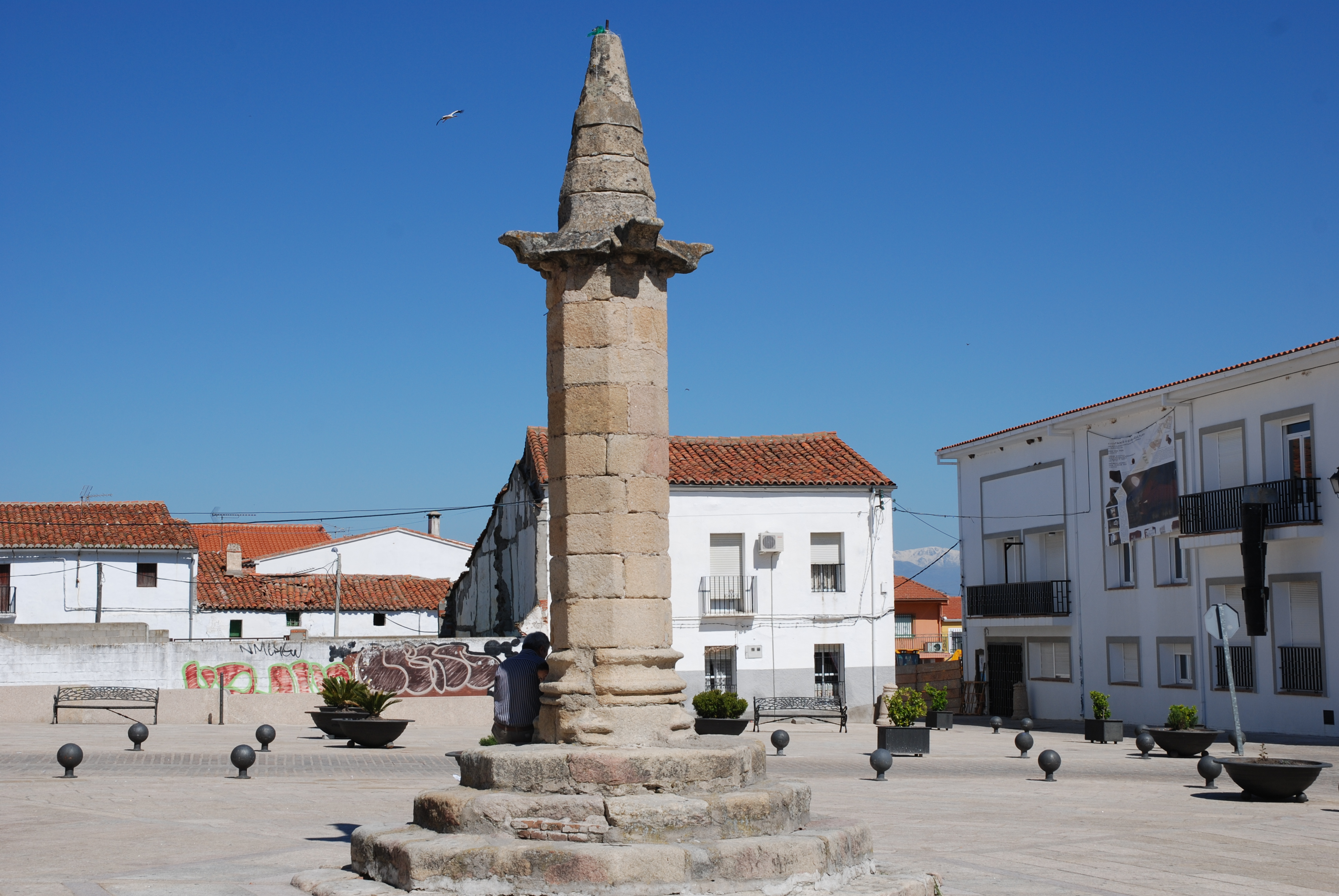
Gerichtssäule (rollo)

Über die frühe Geschichte der Gegend um Almaraz ist nur wenig bekannt. In römischer Zeit führte ein Verbindungsweg zwischen den bedeutenden Römerstädten Mérida (Emerita Augusta), Talavera de la Reina (Caesarobriga) und Saragossa (Caesaraugusta) hier entlang; außerdem sind eine Silbermine und eine Nekropole nachgewiesen. Die Westgoten hinterließen kaum Spuren. Von den Arabern bzw. Mauren stammt der Ortsname; archäologische Zeugnisse fehlen jedoch. Mérida und sein Umland wurden im Jahr 1230 von den kastilisch-leonesischen Truppen Alfons’ IX. aus den Händen der Mauren zurückerobert (reconquista) und sukzessive von Christen aus dem Norden und von Flüchtlingen aus Al-Andalus besiedelt. Im 14. Jahrhundert entstand eine regional bedeutende Grundherrschaft (señorio).

## Sehenswürdigkeiten
- Von der im 14. Jahrhundert am östlichen Ortsrand erbauten Burg (Castillo de Almaraz) steht nur noch der Bergfried (torre del homenaje).[5][6]
- Das Äußere der im zweiten Viertel des 16. Jahrhunderts auf dem höchsten Punkt des Ortes erbauten Iglesia de San Andrés Apóstol zeigt deutlichen Wehrcharakter. Das Kirchenschiff besticht durch seine Fugenmalerei.[7]
- Auf einem abgetreppten Sockel in der Ortsmitte erhebt sich eine Gerichtssäule (rollo) aus dem 16. Jahrhundert mit sechseckigem Querschnitt.